# Guerra de la Liga de Cambrai
La Guerra de la Liga de Cambrai, a veces conocida como la Guerra de la Liga Santa, fue un importante conflicto en las Guerras Italianas. Los principales participantes de la guerra, que fue librada de 1508 a 1516, fueron Francia, los Estados Pontificios y la República de Venecia; se les unieron, varias veces, casi todas las potencias significativas en la Europa Occidental, incluyendo España, el Sacro Imperio Romano Germánico, Inglaterra, Escocia, el Ducado de Milán, Florencia, el Ducado de Ferrara y Suiza. 
El Papa Julio II, para contener la influencia veneciana en el norte de Italia, creó la Liga de Cambrai, una alianza militar antiveneciana que incluía, además de él, Luis XII de Francia, el Emperador Maximiliano I y Fernando II de Aragón. Aunque la Liga tuvo inicialmente éxito, la fricción entre Julio II  y Luis XII causó su derrumbamiento en 1510. El papa Julio II se alió entonces con Venecia contra Francia.  
La alianza véneto-papal finalmente se expandió en la Liga Santa, que expulsó a los franceses de Italia en 1512. Los desacuerdos sobre la división del botín, no obstante, llevaron a Venecia a abandonar la alianza en favor de una con Francia. Bajo la dirección de Francisco I de Francia, que había sucedido a Luis XII en el trono, los franceses y los venecianos, a través de su victoria en Marignano en 1515, conseguirían recuperar el territorio que habían perdido. Los tratados de Noyon y Bruselas, que finalizaron la guerra el año siguiente, esencialmente harían volver el mapa de Italia al statu quo de 1508.

## Antecedentes

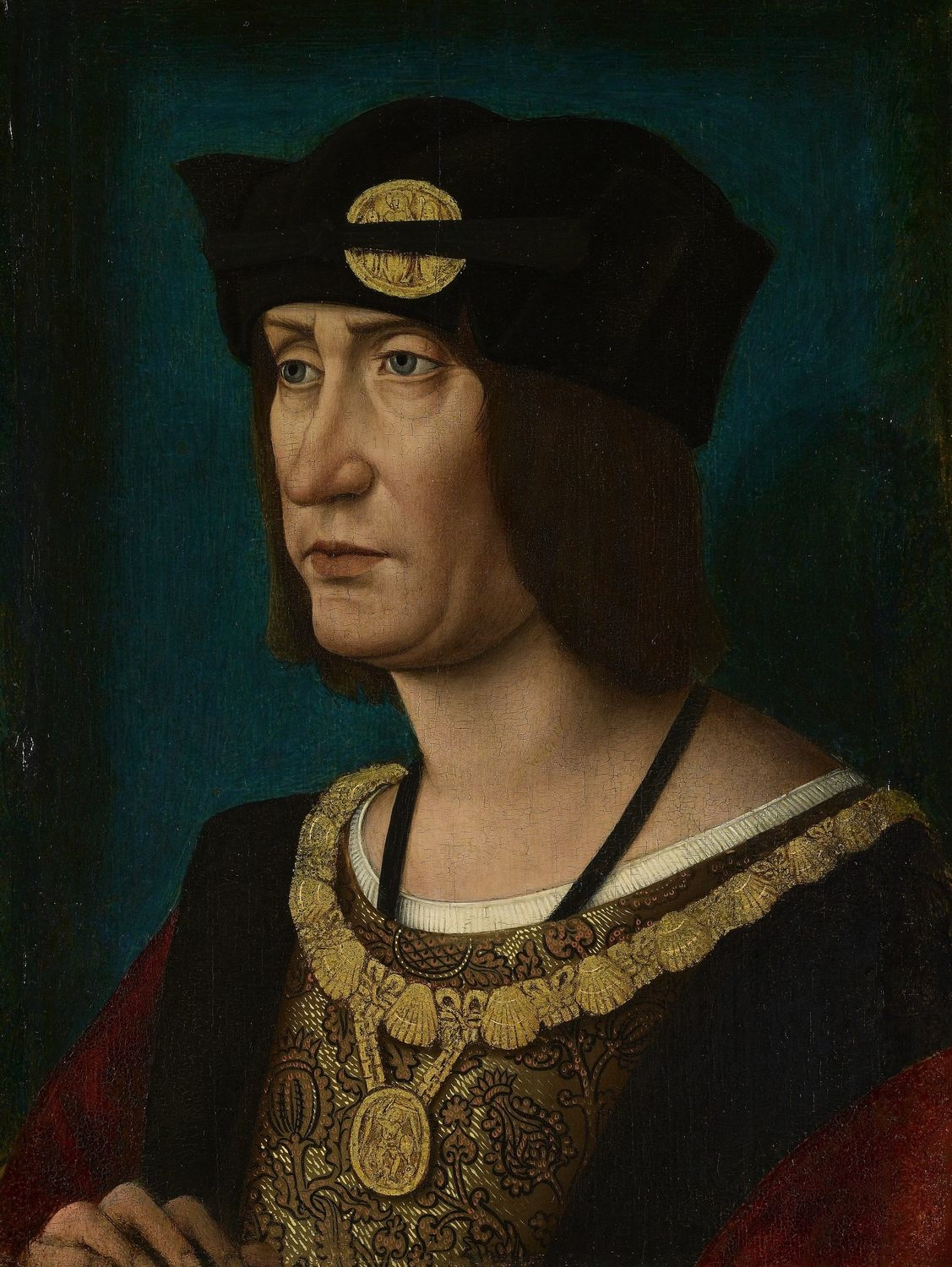
El rey Luis XII de Francia, por Jean Perréal.

En 1498 murió el rey Carlos VIII y le sucedió su tío tercero, el duque de Orléans, como Luis XII, quien como nieto de Valentina Visconti reclamó ser el verdadero soberano de Milán. Ludovico el Moro estaba aislado, ya que Venecia estaba amenazada por una nueva guerra con los turcos y sin intención de mantener otra guerra contra los franceses, el Rey de Romanos estaba en guerra con los suizos, Florencia en guerra con Pisa y manteniendo la amistad de Francia, y Nápoles en estado exhausto tras la guerra contra Francia. Y Luis XII había pactado amistad con Fernando II de Aragón y una alianza con el papa Alejandro VI para apoyar la conquista de Romaña de su hijo César Borgia, con lo cual los franceses pasaron los Alpes en agosto de 1499, y sin poder resistir Ludovico huyó. 
Luis XII fue reconocido duque de Milán y Génova se le sometió semanas más tarde, en octubre. Poniendo sus miras en Nápoles, pactó el reparto de este reino con el rey de Aragón en el Tratado de Granada (1500), y no bien hubieron exiliado al rey Federico y ocupado el reino, que las tropas francesas y españolas lucharon entre sí por la posesión del territorio no mencionado en el tratado de Granada, y tras las victorias españolas en Seminara, Ceriñola y Garellano, el reino de Nápoles se perdió para los franceses. Viendo amenazada su posición en Milán, el rey francés pactó en el Tratado de Lyon (1504) una tregua con el aragonés. En el tratado de Blois de 1505 se desarrollaron unos años de relaciones diplomáticas bilaterales, como el segundo Tratado de Blois (1505) entre Francia y Aragón, las actas de Haguenau (6-7 de abril de 1505) en la que Maximiliano invistió a Luis XII como duque de Milán o la entrevista de Savona de junio de 1507 entre Luis XII y Fernando II. Las relaciones circunstancialmente amigables de Francia y Aragón van a dar lugar a encargarse de defender Pisa de Florencia hasta acordar con Florencia el precio de la rendición de Pisa en 1509, 100.000 para el rey de Francia y 50.000 para el rey de Aragón. Pero la consecuencia más directa de la distensión diplomática será la Liga de Cambrai contra Venecia.
Coetánea a esta alianza, el rey de Romanos obtuvo en la Dieta Imperial en Constanza en julio de 1507 la promesa de un subsidio para entrar en Italia, pasó a Trento, pero los esperados subsidios consistieron en un exiguo ejército y escasos suministros, así que Maximiliano se proclamó emperador electo el 4 de febrero de 1508 con el beneplácito del Papa, que no deseaba ver aparecer al Emperador con un gran ejército en Roma; y de esta forma sentó un precedente que seguirían sus sucesores. De todos modos, Maximiliano pidió a Venecia paso a través de su territorio para recibir la corona imperial, que se lo denegó si le acompañaba el ejército. Maximiliano hizo caso omiso, entró en territorio veneciano y originó una breve guerra de tres meses en la que Venecia obtuvo puertos en Istria, sin que el rey francés como aliado veneciano obtuviera beneficio de ello, lo que ofendió al francés.

## Liga de Cambrai

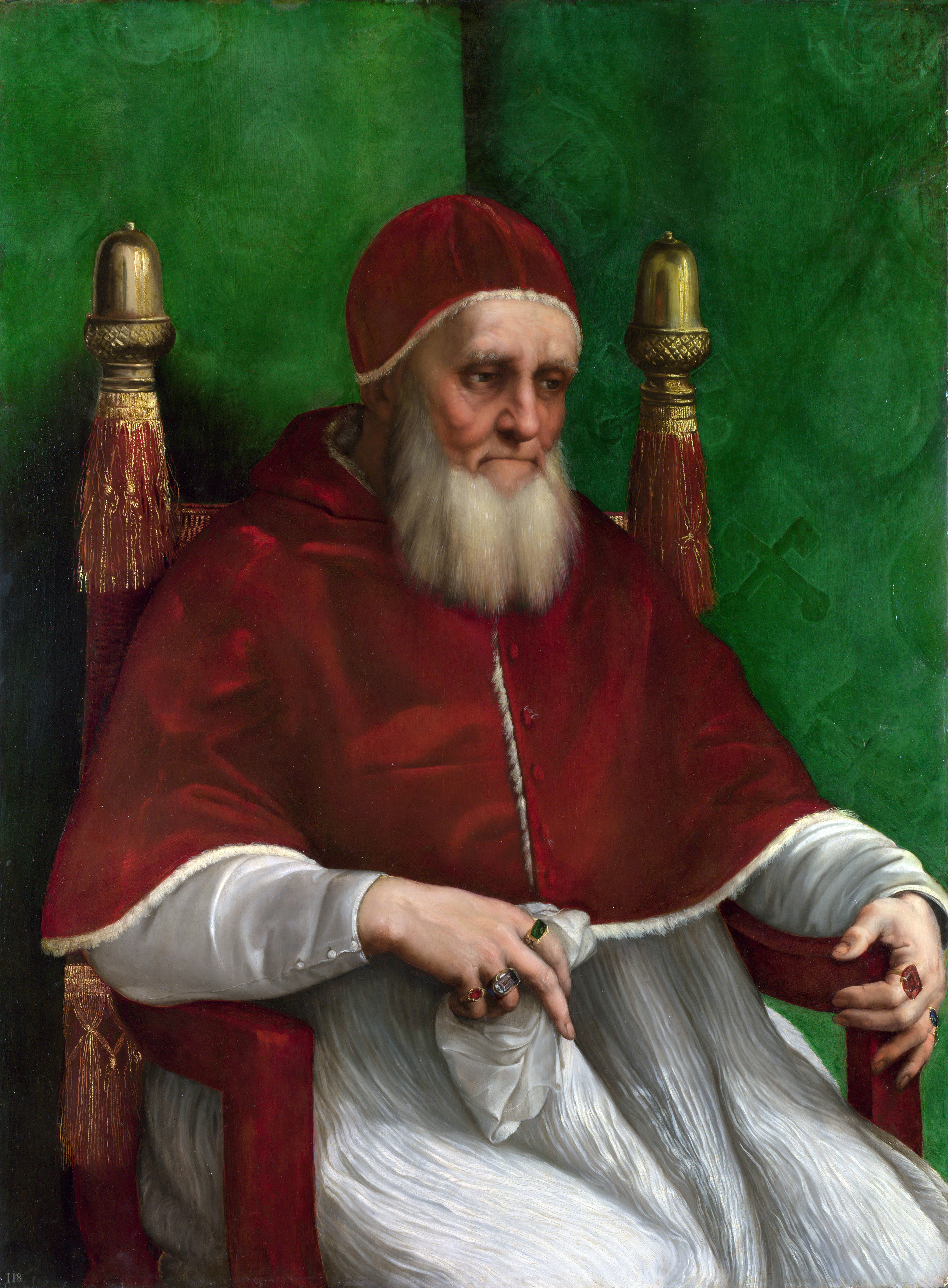
El papa Julio II por Rafael.

La guerra turco-veneciana (1499-1503) había supuesto para Venecia una paz desfavorable, y la Serenísima, ante la coyuntura de la muerte de Alejandro VI y la rápida desintegración del principado de su hijo César en la Romaña, aprovechó para expandirse precisamente en esa zona. Pero el nuevo papa Julio II (sobrino de Sixto IV), que pretendía llevar a cabo la restauración del poder papal en los Estados Pontificios, exigió la restitución de sus territorios y procedió a la creación de la antiveneciana Liga de Cambrai para recuperar la Romaña. Aunque la constitución de la Liga de Cambrai en diciembre de 1508 estuviera auspiciada como una lucha contra el Turco, estaba integrada por los enemigos de Venecia, que eran el papa, el rey de Francia, el Emperador electo, a la que se añadía el rey de Aragón, porque pretendía recuperar de Venecia unas fortalezas costeras (Trani, Otranti, Brindisi, Monopoli, Gallipoli y Polignano) que habían sido otorgadas a la Serenísima por Fernando II de Nápoles; y también el Duque de Ferrara y el Marqués de Mantua, que se beneficiaban del reparto de la terraferma veneciana. La Liga de Cambrai contra Venecia se firmó en diciembre de 1508 auspiciada como una lucha contra el Turco
La guerra comenzó en 1509 con una gran éxito inicial de Francia en la Batalla de Agnadello (14 de mayo de 1509). El rey Luis XII obtuvo Brescia, Bérgamo, Crema y Cremona y otros territorios lombardos que habían pertenecido a los Visconti hasta el límite del Ghiara d'Adda. También el rey de Aragón obtuvo las fortalezas de Nápoles, Mantua y Ferrara los territorios reclamados y el papa sus territorios de Romaña, con lo que una vez conseguidos sus objetivos abandonaron las hostilidades, lo que alivió la presión sobre la República. El Emperador, que había obtenido Friul, Istria y la sumisión de ciudades como Verona, Vicenza y Padua, se encontró solo frente a Venecia con insuficientes recursos. Al ser expulsadas las tropas alemanas de Treviso y Padua en junio y julio de 1509, el Emperador emprendió un infructuoso asedio de un mes en Padua, por lo que tuvo que replegarse a Alemania en octubre. La Serenísima recuperó la ofensiva y recobró parte del territorio perdido en Lombardía. El papa, que había alcanzado sus objetivos, perdonó a Venecia en febrero de 1510, y procedió a establecer alianzas para expulsar a los franceses, que aparecían ahora como el poder más preeminente en Italia.
La Liga de Cambrai había intentado desde un comienzo conseguir que los reinos de Hungría y de Bohemia se uniesen, asunto que resolverían al mismo tiempo, puesto que el rey Vladislao II de Jagellón era el soberano de ambos Estados. Hungría tenía conflictos con Venecia por la región de Dalmacia, así que resultó el argumento perfecto para negociar su participación. Sin embargo, la situación interna húngara era inestable, y el rey Vladislao estaba enfermo (probablemente había sufrido un derrame cerebral), quedando la dirección de la política en manos del arzobispo Tomás Bakócz de Estrigonia. El hábil diplomático y canciller húngaro logró que Hungría no se uniese a la liga y se esforzó por trazar alianzas con los Habsburgos, lo cual se vio después reflejado exitosamente en el matrimonio doble del futuro rey Luis II de Hungría con María de Habsburgo, y en el de Fernando I de Habsburgo con Ana Jagellón de Hungría y Bohemia.

## Alianza véneto-papal y la Santa Liga de 1511
La traición del Papa fortaleció una alianza entre el rey de Francia y el Emperador que se materializó en Blois el 17 de noviembre de 1510, en la que el Emperador esperaba así poder establecer su autoridad en Italia aunque no podía aportar más que una exigua fuerza. El papa procedió contra el rey de Francia y su aliado el duque de Ferrara, Alfonso de Este, por su nueva alianza con los franceses: Milán atacada por los suizos, Génova por los genoveses exiliados, Verona por los venecianos y Módena por las tropas pontificias. El rey de Francia repelió los ataques y acudió en ayuda de su aliado, poniendo en retirada al Papa y obteniendo Bolonia en mayo de 1511, lo que le abrió las puertas de Romaña. Ante la situación de estar cometiendo una guerra sacrílega contra el papa, Luis XII, en connivencia con el emperador Maximiliano, apoyó el Concilio de Pisa para deponer al Papa. Sin embargo, el papa respondió convocando el Concilio de Letrán V y formó una Santa Liga en octubre de 1511 junto con los reyes de España, de Inglaterra, los suizos y Venecia. El poder francés se mantuvo en Italia hasta la Batalla de Rávena (11 de abril de 1512). A pesar de la derrota del Papa, los franceses perdieron a su brillante general, el duque de Nemours, Gaston de Foix. Entretanto, el papa movió baza para que el Emperador y los suizos se adhirieran a la Santa Liga, y pactó una tregua de 10 meses entre Maximiliano y Venecia. Asediadas las fronteras en su propio reino por españoles e ingleses, Luis XII tuvo que llamar a tropas de Italia, mientras que los suizos junto con venecianos atacaban Milán, y las tropas españolas y papales recobraban las posiciones en Romaña. En junio Milán fue evacuado, cambiando el panorama en Italia. Maximiliano Sforza, hijo de Ludovico el Moro, tomó posesión de Milán con la asistencia de los mercenarios suizos, los cuales extraían beneficios económicos por su apoyo; el papa enajenó los territorios de Parma y Piacenza de Milán, y el territorio de Módena del duque de Ferrara; Génova recuperó su república y eligió un dogo, Giano di Campofregoso; y Florencia, debido a la intervención española, se vio de nuevo bajo el gobierno de los Médici.

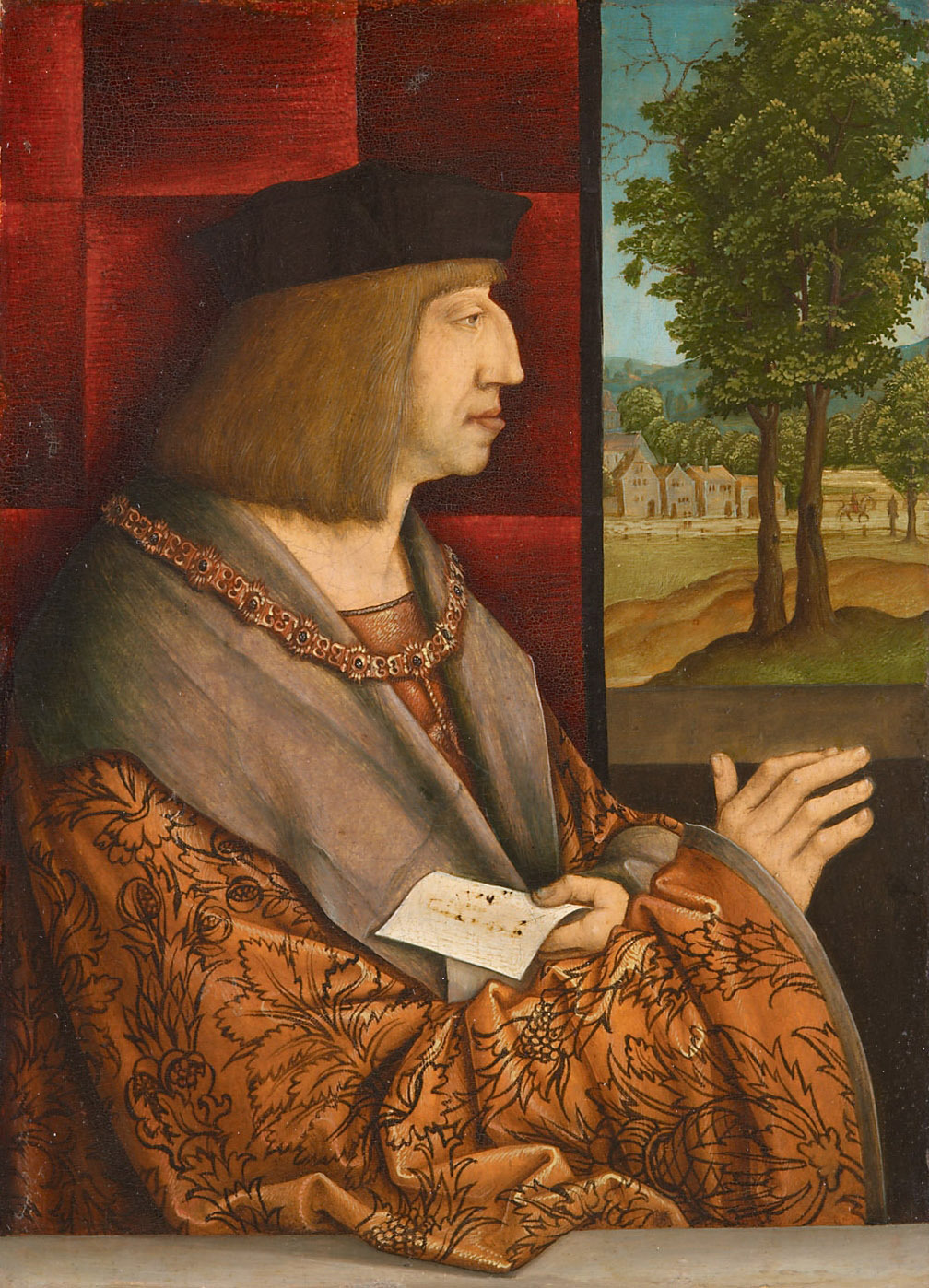
El emperador Maximiliano I, por Bernhard Strigel.

Durante la tregua con Venecia, el papa arregló en noviembre un tratado favorable con el Emperador en el que Venecia debía ceder Verona y Vicenza al Emperador, así como reconocer la terraferma como feudo imperial, y el Emperador debía de apoyar la disolución del concilio de Pisa, reconocer el dominio del Papa sobre Parma, Piacenza y Módena como feudos imperiales, y confirmar la investidura de Maximiliano Sforza, primo de su tercera esposa, como duque de Milán a cambio de dinero, lo que hizo el 29 de diciembre. Ante lo desfavorable de su situación, Venecia buscó la alianza de Francia. En el ínterin, el papa Julio II falleció en febrero de 1513, y su sucesor, Giovanni di Médici, tomó el nombre de León X.

## Alianza franco-veneciana
En marzo de 1513 se firmó en Blois la reconciliación y alianza de Francia con Venecia, frente a la que se gestó otra en Malinas el mes siguiente, a la que se adhirieron el Emperador, el rey de Inglaterra, el papa y el rey de Aragón. Francia y Venecia atacaron con éxito los territorios del ducado de Milán, pero los suizos obtuvieron una victoria tan aplastante en Novara que los franceses tuvieron que evacuar Italia. De nuevo asediado por varios frentes y amenazado por una invasión conjunta del Emperador-Inglaterra-España acordada en el tratado de Lille de octubre de 1513, Luis XII hizo paces separadas con los coaligados. Mientras en Venecia, las tropas españolas y pontificias en apoyo de las demandas imperiales sobre la terraferma consiguieron éxitos iniciales culminados en la batalla de La Motta. Sin embargo, Venecia pudo recuperarse, y cuando a finales de año el papa dispuso el cese de hostilidades con la República con el ánimo de llevar a cabo una cruzada contra el Turco, el Emperador retenía los territorios de Verona y Vicenza. A pesar de la derrota francesa, Luis XII volvió a preparar otra campaña para recuperar Milán, pero la muerte le sobrevino el 1 de enero de 1515.

## Francisco I de Francia

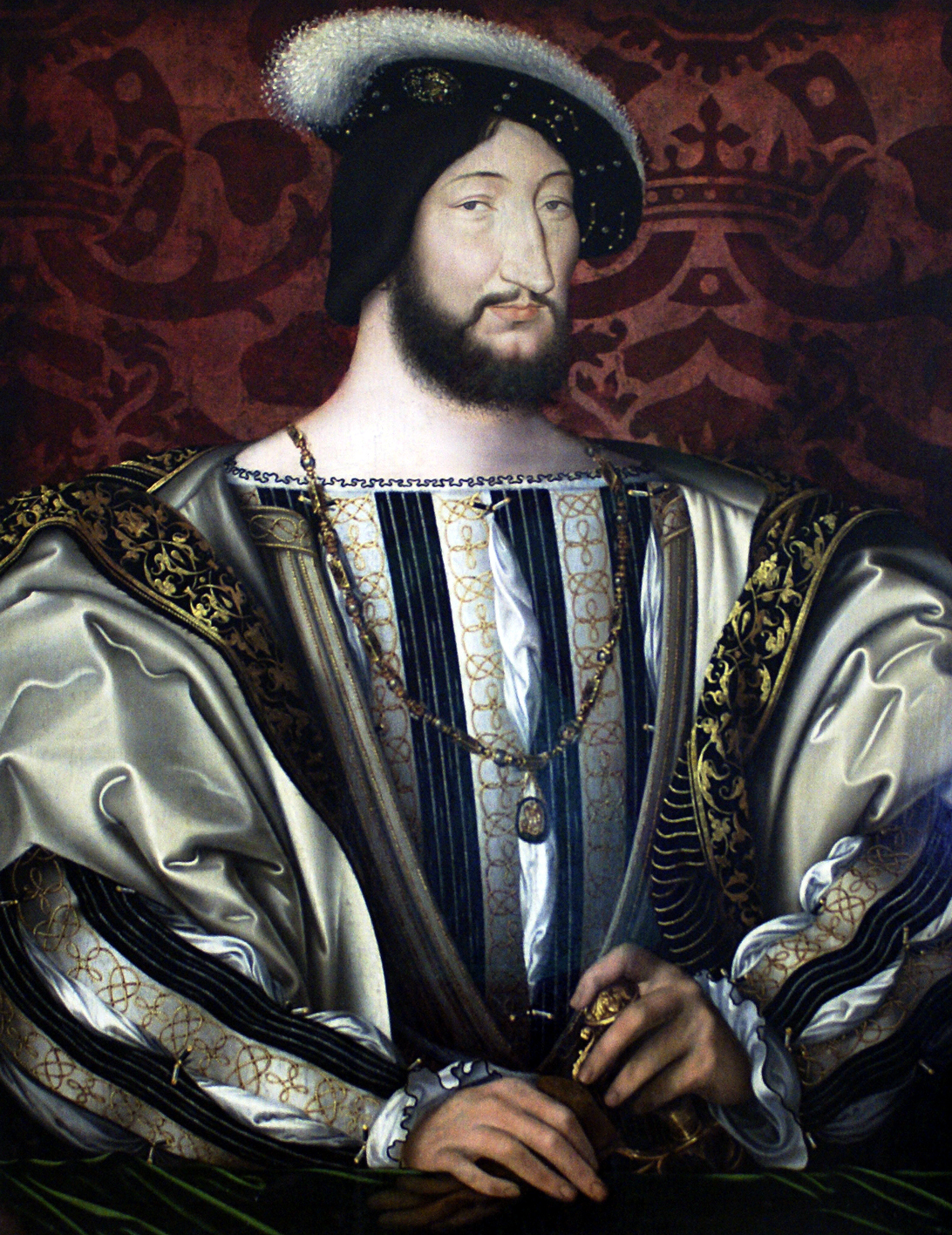
El rey Francisco I de Francia, por Jéan Clouet, Museo del Louvre.

Francisco I (1515-1547), nuevo rey de Francia, reemprendió sus aspiraciones sobre el ducado de Milán, como yerno de Luis XII, renovó la alianza con Venecia y cruzó los Alpes. Debido a su aplastante victoria sobre los suizos en Marignano (13-14 de septiembre de 1515, el duque Maximiliano Sforza pactó su abdicación el 8 de octubre y tres días después Francisco I hizo su entrada en Milán. El papa León X, temiendo por la seguridad del dominio familiar sobre Florencia, pactó con Francisco I la paz en la que le devolvía Parma y Piacenza al ducado de Milán, y Módena y Reggio al duque de Ferrara. Tras el fallecimiento del rey Fernando el Católico, su nieto Carlos asumió la dignidad real de los reinos de España en vida de su madre, la incapacitada reina Juana, y el 13 de agosto de 1516, Carlos I de España y Francisco I de Francia reconocen sus territorios en Italia en el tratado de Noyon (Milán para Francia y Nápoles para España). No obstante, el cardenal Mateo Schinner logró la adhesión de los cantones suizos antifranceses (Zúrich, Uri, Schywz, Cantón de Basilea y Schaffhausen) y del emperador Maximiliano contra Francia, con apoyo del oro inglés. A pesar de su ventaja, Maximiliano temía de la fidelidad de los suizos (que habían traicionado a Ludovico el Moro), y con escasez de fondos y falto de una adecuada artillería, el 25 de marzo se retiró y abandonó a los suizos, quienes por su parte tuvieron que regresar a sus cantones. Finalmente Francisco I logró establecer con ellos una paz perpetua en Friburgo, el 29 de noviembre de 1516.
La retirada de Maximiliano supuso la pérdida de sus posiciones italianas en Verona y Vicenza a manos de Venecia, que también recuperaría de Francia en 1520 la ciudad de Brescia (Ocupada desde el 18 de febrero de 1512). Enfermo, su nieto el rey de España Carlos I de España firmó en su nombre el Tratado de Noyon el 13 de agosto y la paz de Bruselas el 3 de diciembre de 1516, por la que Maximiliano renunciaba a los territorios ganados en Italia en favor de Venecia salvo Aquilea, Cervignano del Friuli, Gradisca d'Isonzo, Rovereto y el Valle de Ampezzo (Cortina d'Ampezzo) y abandonaba la Lombardía a Francisco I, además mantenía sus conquistas de Tolmin, Bovec e Idrija finalizando así las guerras de la Liga de Cambrai.